# أداء متكيف
يشير الأداء التكيفي في بيئة العمل إلى التكيف وفهم التغيير في مكان العمل.
وللموظف القادر على التكيف أهمية كبيرة وقيمة عالية في نجاح المنظمة. ويبحث أرباب العمل عن الموظفين الذين تكون قدرة التكيف لديهم عالية، وذلك بسبب النتائج الإيجابية التي تتبع ذلك، مثل أداء عملهم الممتاز وموقفهم اتجاه عملهم والقدرة على التعامل مع الإجهاد.
ويميل الموظفون الذين يبدون أداء تكيف عالي في المنظمة إلى الحصول على المزيد من المزايا في الفرص الوظيفية على عكس الموظفين الغير قادرين على التكيف مع التغيير.
في الأدب السابق، قام بولاكوس وزملاؤه بإنشاء ثمانية أبعاد للأداء التكيفي. 

## الأبعاد
قام بولاكوس باقتراح الأبعاد التالية للأداء التكيفي:
التعامل مع الحالات الطارئة والأزمات: اتخاذ قرارات سريعة عند مواجهة الحالات الطارئة.
شرح القدرة على التكيف الموجهة جسديا: تعديل الذات جسدياً ليتناسب بشكل أفضل مع البيئة المحيطة. 

## القياس
طور بولاكوس وآخرون [1] قياس للأداء التكيفي على أساس نموذجهم ذو الثلاثي الأبعاد. ويعرف بقياس حصر التكيف في العمل (JAI) يحتوي هذا القياس على 132 سؤال (15-18 سؤال لكل بعد)> وطور بولي هارت وبليزي أداة مشابهه تسمي بقياس I-ADAPT على أساس نظرية I-ADAPT. وقاموا بالتركيز على التكيف على أنه سمة شخصية تصف قدرة الفرد على التكيف مع التغيرات في المنظمة. وذلك، هناك فرق بين قياس I-ADAPT-M وJAI الذي يقيس الأداء التكيفي كسلوكيات. ولدى قياس I-ADAPT-M أيضاً ثمانية أبعاد (القدرة على التكيف مع الأزمات، والإجهاد، والإبداعي، والتعلم، وبين الأشخاص، والثقافي، والبدني)، ولكل بعد خمسة عناصر. 

## ضغط العملوالأداء التكيفي
وقد أُعتبر ضغط العمل عامل رئيسي في العديد من نتائج العمل، مثل الأداء والسلوك غير المنتج ودورة رأس المال. [4] [5] والموظف القادر على التكيف مع التغيير داخل المنظمة يكون أكثر تركيزا وقدرةً على التعامل مع المواقف الصعبة. [1] أما الموظف العاجز على السيطرة على الضغط يكون غير قادر على التركيز على ما يحدث في المنظمة، مثل التغيير التنظيمي. [6] ليس فقط لضغوط العمل القدرة على تحديد الأداء التكيفي إلى حد كبير، بل هناك أيضاً الكثير من التداخل بين الأداء التكيفي والتعايش مع التوتر. 

### تقييم الإجهاد
وقد أُدرك منذ فترة طويلة أن ضغوط العمل عموما لها آثار سلبية على الأداء الوظيفي، [7] ولكن هناك تأثير تبايني ناتج عن التصورات المختلفة للضغوطات. عند مواجهه وضع جديد، فإنه يبدأ الأفراد بتقييم قدراتهم ومهاراتهم من تلقاء أنفسهم وذلك بالمقارنة مع متطلبات الوضع، والتي يشار لها بتقييم الإجهاد. [6] لتقييم الإجهاد مرحلتين: التقييم الابتدائي والتقييم الثانوي. في مرحلة التقييم الأولية، يقوم الأفراد بتقييم التهديدات المحتملة لمطالب الوضع والأهداف وقيمهم الذاتية. في مرحلة التقييم الثانوية، يقوم الأفراد بتقييم الموارد التي سيتم التعامل معها لتلك المتطلبات. ونتائج التقييم بعد المرحلتين تقع بين النقيضين وذلك إما أن يكون الشخص متحدياً أو مهدداً. [8] ونعني بتقييم التحدي بأن الأفراد يشعرون بمواردهم مثل القدرات والدعم الاجتماعي لتكون كافية لتحقيق متطلبات الوضع. ومن ناحية أخرى، فإننا نعني بتقييم التهديدات أن الأفراد ليسوا واثقين من قدراتهم أو الموارد الأخرى للاستجابة لمطالب الوضع. ويمكن لتقييم التهديد وتقييم التحدي أن يؤثران على الأداء الوظيفي على نحو مختلف. [9] أما بالنسبة للأداء التكيفي، فإنه كلما كان تقييم الإجهاد للشخص أكثر تحدياً (وأقل تهديداً)، كلما زاد الأداء التكيفي. [10] وتتوسط هذه العلاقة بكفاءة الذاتية، وهي الإيمان بقدرات الفرد لإنجاز بعض المهام. ويؤدي تقييم الاداء التكيفي الذي يكون أكثر تحدياً إلى مستويات أعلى من الكفاءة الذاتية، وبهذا يتم الاستفادة من الأداء التكيفي للأفراد. 

### التغلب على الإجهاد
ويصف التغلب على الإجهاد، الذي يكون شكل من أشكال الضغوطات، كيف يمكن للأفراد من التعامل مع الأحداث الصعبة. وتبعاً للتعريف فإن التغلب على الإجهاد يعتبر قريب جداً من بعد من أبعاد الأداء التكيفي (بعد التعامل مع ضغوط العمل) وقد أُقترح بأنه يعتبر شكلاً آخر من أشكال التكيف. [3] ومع ذلك، لا تزال الآراء مختلفة. ويمكن تقسيم التعايش مع الإجهاد إلى عدة أساليب واستراتيجيات تقوم على عدة نظريات. وواحدة من الأفكار العامة هي أن يقسم التغلب على الإجهاد إلى التغلب الإيجابي والتغلب الانطوائي. [11]و نعني بالتغلب الإيجابي باستباقية تحديد وحل المواقف الصعبة، مثل ترك وظيفة مجهدة وتغييرها إلى وظيفة أقل إجهاداً.
أما التغلب الانطوائي فهو وسيلة للحد من التوتر بتجاهله، مثل الوقوع في مشكلة شرب الخمر. وهناك مجموعة أخرى من أنواع إستراتيجية التغلب على الإجهاد والتي تشمل التغلب على الإجهاد الذي يركز على المشكلة وآخر الذي يركز على العاطفة. [12] ويشمل التغلب على الإجهاد الذي يركز على المشكلة استخدام المهارات والمعارف للتعامل مع أسباب تلك المشاكل. أما التغلب على الإجهاد الذي يركز على المشاعر فيشمل التخلص من العواطف السلبية مثل صرف الانتباه والإنكار. ويتضمن الأداء التكيفي مزيج من استراتيجيات التغلب على الإجهاد المختلفة. ولأن الأداء التكيفي يركز على الجوانب الإيجابية من السلوكيات، فهو ذات صلة باستراتيجيات التغلب على الإجهاد التي لها تأثيرات إيجابية، مثل التكيف الإيجابي والتكيف الذي يركز على المشكلة. [13] [14] لذلك، من المرجح أن يحتوي الأداء التكيفي على مثل هذه السلوكيات في المواقف العصيبة.  

## الأداء التكيفي الجماعي

### تعريف الأداء التكيفي الجماعي
بالإضافة إلى الأداء التكيفي الفردي، يهتم علماء النفس بالأداء التكيفي على مستوى الفريق أيضا يعرف الأداء التكيفي الجماعي بظاهرة ناشئة تتجمع على مر الزمن نظراً للكشف عن دورة متكررة حيث يقوم واحد أو أكثر من أعضاء الفريق باستخدام موارده لتغيير العمل المعرفي أو السلوكي الحالي أو الأسس عملياً لتلبية المطالب المتوقعة أو غير المتوقعة. إنها ظاهرة متعددة المستويات تنبثق كأعضاء فريق ويعرض الفريق بشكل متكرر العمليات السلوكية ويقومون بتحديد العمليات المعرفية وتحديثها للمشاركة في التغيير. ويعتبر الأداء التكيفي الجماعي هو الأساس والسوابق الزمنية التقريبية لتكيف الفريق، والتي يمكن أن ينظر إليه على أنه تغيير في أداء الفريق كاستجابة لتلميح واضح أو مجموعة من التلميحات التي تؤدي إلى نتائج عملية للفريق بأكمله. [15] جنبا إلى جنب مع تعريف الأداء التكيفي الجماعي، جاء الباحثون بنموذج من أربع مراحل لوصف عملية الأداء التكيفي الجماعي. وتشتمل الأمور الأساسية الأربعة التي تميز هذه الدورة التكيفية على ما يلي: (1) تقييم الوضع. (2) صياغة الخطة؛ (3) تنفيذ الخطة عن طريق عمليات التفاعل التكيفية. و (4) التعلم في فريق، وكذلك الحالات المعرفية الناشئة (مثل النماذج العقلية المشتركة والوعي الجماعي بالوضع والسلامة النفسية)، والتي تكون بمثابة النتائج التقريبية والمدخلات لهذه الدورة. [15] يختلف الأداء التكيفي الجماعي عن الأداء التكيفي الفردي في عدة جوانب. أما بالنسبة للأداء التكيفي الجماعي فإنه يعكس مدى قدرة الفريق من تحقيق أهدافه خلال مرحلة النقل التكيفي، في حين أنه يعكس الأداء التكيفي الفردي مدى قدرة الفرد من تنفيذ دوره في الفريق خلال مرحلة النقل التكيفي. [16] بالإضافة إلى أن الأداء التكيفي الجماعي له أمور مسبقة مختلفة مقارنة بالأداء التكيفي الفردي.  

### مؤشرات الأداء التكيفي الجماعي
وقد حدد الناس عدة عوامل ترتيبية وسياقية التي من شأنها أن تؤثر على الأداء التكيفي الجماعي. والمؤشر الطبيعي والأكثر وضوحاً للأداء التكيفي الجماعي هو سمات أعضاء الفريق أو تكوين الفريق. ويرتبط تكوين فريق فيما يتعلق بالقدرة المعرفية للأعضاء إيجابياً بالأداء التكيفي الجماعي، مع وجود تأثير معتدل لأهداف الفريق. ومن غير المحتمل أن الفريق ذو الأهداف الصعبة والمجهز بموظفين ذوي توجهه أداءي عالي أن يتكيف مع الوضع. أما بالنسبة للفريق ذو الأهداف الصعبة والمجهز بموظفين ذوي توجهه تعليمي عالي فأنه من الممكن لهم التكيف مع الوضع. [17] وعلاوة على ذلك، فإنه يمكن لقيادة الذات والوعي وسلوك أعضاء الفريق أن يؤثرون على الأداء التكيفي الجماعي. [18] [19] والعوامل الأخرى ذات صلة أكثر بالتفاعلات بين أعضاء الفريق وبيئة الفريق، مثل فريق طقوس تعلم الفريق. [20] وقد أثبت أن التنسيق أعضاء الفريق هو أكثر العوامل تأثيراً. وتعد قدرة الفريق على التكيف مع أنشطة التنسيق لتغيير متطلبات الوضع ذات أهمية بالغة في أداء الفريق. وتم اكتشاف أنه كلما زاد التنسيق التكيفي الجماعي كلما كان الأداء أفضل. [21] وأقترح الباحثون أن الحفاظ على الجهد والأنشطة المنسقة («الحفاظ على التنسيق») ضروري للأداء التكيفي الجماعي. وعلى الرغم من الأداء الفردي التكيفي الجيد، فإن سير العمل على مستوى الفريق غالباً ما يصبح معطل «يفيض» في اتجاهات معينة. ويمكن للفائض أن يخلق مطالب عمل زائدة لبعض أعضاء الفريق، مع تشجيع التسكع الاجتماعي لأولئك الذين هم في انحسار سير العمل (انظر التسكع الاجتماعي). [22] وهذا يشير إلى أنه على الرغم من أنه قد يكون لأعضاء الفريق حدود مهمتهم الخاصة بهم واعتماد الأداء التكيفي الفردي على القدرات الفردية لكل عضو، إلا انه يمكن للفريق النجاح في إنجاز مهمة الفريق بالأداء التكيفي لكل موظف فقط إذا نسقت جميع الأنشطة وتزامنت بطريقة شمولية. وهناك أيضا علاقة إيجابية هامة بين طقوس تعلم الفريق مع أداء التكيفي الجماعي. [20] 

## القيادةواتخاذ القرار التكيفي
تظهر الدراسات أنه عندما يريد الفرد إظهار القيادة، فإن يجب عليه أن يكون متعلم تكيفي أيضاً وليس فقط ممارسه تلك القيادة. [23] والفرد الذي يظهر الصفات التكيفية والإنتاجية في الفريق غالياً ما يظهر أيضاً خصائص القيادة القوية. [24] وتقدر المنظمات الأداء التكيفي في خصائص القيادة التي يملكها الفرد، لأنه قد ثبت أنه يساعد العمال في الحفاظ على الإنتاجية في بيئة العمل المتغيرة. [25] فإذا أراد القادة أداء أدوارهم بنجاح، يجب عليهم أن يكونوا قادرين على تحديد المهام وقادرين على التغلب على التحديات الاجتماعية. [26] الأداء التكيفي هو سمة حاسمة لدى قائد المنظمة لأنها تساعد في التعامل بنجاح مع مشاكل العمل التي يمكن أن تحدث وتساعد على تقدم المنظمة. [27] بدلاً من مقاومة التغيير في مكان العمل، فإن لقائد الفريق أن يحدد سلوك جديد ملائم للوضع لتحويل المشكلة المحتملة إلى نتيجة إيجابية. [28] فالنوع الصحيح من القيادة يقوم بإجراء تغيير إيجابي في خصائص القدرة على تكيف الفريق للمساعدة في الحفاظ على قوة عاملة صحية وإيجابية. [23] والموظفين الذين يبدون الأداء التكيفي في القيادة يكونون قدوة لزملائهم على وجه التحديد في عرض أفضل الطرق للاستعداد والتعامل مع التكيف عند حدوث تغييرات تنظيمية. [29] ويقدر أرباب العمل الأداء التكيفي في القيادة لأن الموظف الذي يعرض هاتان السمتان يميل إلى تجسيد وتحفيز السلوك التكيفي لدى الأفراد الآخرين في القوة العاملة. [27] 

### القيادة التحويلية والأداء التكيفي
في الحالات التنظيمية التي غالباً ما يحصل فيها القدرة على التكيف مع البيئة والتحديات الصعبة، فإن الشخص الذي يتمتع بالقيادة التحويلية يفضل عن غيره. [30] القيادة التحويلية هو أسلوب القيادة الذي يشجع فيه أعضاء الفريق بالتفكير بأفكار جديدة للتغيير ومن ثم تطبيق تلك الأفكار للمساعدة في التعامل مع بعض الأوضاع. [29] ويستخدم هذا النوع من القيادة عادة في المنظمات، وذلك بسبب نتائجه الإيجابية كترابط أعلى في العمل والتحفيز والإبداع لدى الموظفين. [30] قدم باركر وميسون دراسة في عام 2010 حول وجود علاقة بين القيادة التحويلية وبين التكيف مع العمل والأداء في العمل. [28] وذكرت الدراسة أن القيادة التحويلية مرتبطة بالأداء التكيفي وذلك عندما يقوم أعضاء الفريق بالتفكير بإبداع في استراتيجيات مختلفة ومن ثم استخدامها لحل أوضاع معينة والتي يؤدي بها في نهاية المطاف إلى رفع مستوى الأداء. [28] بالإبداع والقدرة على التعامل مع المواقف العصيبة، فإن قائد الفريق وكذلك الفريق يجسدون أبعاد الأداء التكيفي. [31] وقد تبين أيضاً أن هذا أسلوب من القيادة يعمل كحافز لرفع الأداء السلوكي والقدرة على التكيف في الموظفين. [29] والفرد الذي يتمتع بالقيادة التحويلية لديه القدرة على تشجيع المزيد من السلوك التكيفي والإنتاجي في أعضاء الفريق من خلال عرض الأفكار الجديدة والنتائج المحتملة في مكان العمل. [29] 

### القيادة واتخاذ القرار التكيفي
والأفراد الذين يظهرون التكيف القيادي هم الأشخاص القادرين على ضبط أفكارهم وسلوكهم لتحقيق استجابات ملائمة للحالات المعقدة والتي تساعدهم على اتخاذ القرارات المناسبة. [31] ويجب على القائد من اتخاذ القرارات وأن يكون قادراً على التكيف مع أي تغيرات تنظيمية من أجل أن يستمر الفريق من الإنتاج كفريق واحد مكان العمل. [23] ويتخذ القائد المتكيف القرارات لأداء عمل معين ليتناسب مع المنظمة بشكل أفضل ومساعدتها على أن تصبح منتجة. [32] عندما يظهر القائد أداؤه التكيفي عند اتخاذ القرارات، فإنه بذلك يظهر وعيه بالوضع الذي أدى إلى اتخاذ إجراءات واستراتيجيات جديدة لتكون مناسبة وفعالة للمنظمة. [24] وتقدر المنظمة صفة اتخاذ القرار التكيفي لدى الفرد لأنها تعرض مدى فهم الفرد للمواقف الصعبة وتعديل قدراته تبعاً لذلك وتقدم مساعدات أكبر في عملية اتخاذ لقرار. [32] 